# Polikarpov R-Z
Polikarpov R-Z byl dvoumístný víceúčelový jednomotorový dvouplošník s pevným podvozkem sovětské výroby.

## Vývoj
V roce 1935 navrhl ředitel závodu č. 1 sovětského leteckého průmyslu Alexandr Michajlovič Bělenkov společně s hlavním inženýrem J. P. Šekulovem zásadní vylepšení vyráběného letounu Polikarpov R-5. Vlastní konstrukční úpravy pak řídili konstruktéři Dmitrij Sergejevič Markov a A. A. Skarbov.
Základní konstrukce zůstala nezměněna, avšak dřevěná kostra nového letounu R-Z byla odlehčena. Inovací byl také podstatně výkonnější kapalinou chlazený přeplňovaný vidlicový dvanáctiválcový motor Mikulin AM-34N o vzletovém výkonu 603 kW, který obdržel dokonalejší kapotáž. Vrtule byla dvoulistá, kovová, stavitelná na zemi. Prostor osádky byl oproti předchůdci R-5 plně krytý. Polikarpov R-Z měl i menší podvozková kola opatřená kryty převzatými od typu R-5SSS. Hlavňovou výzbroj tvořil jeden pevný a jeden pohyblivý kulomet ŠKAS ráže 7,62 mm, pumovou pak až 500 kg při přetížení. V bitevní úpravě mohl R-Z nosit pod spodním křídlem pouzdra se čtveřicí pevných kulometů ŠKAS.
Sériová výroba byla zahájena v roce 1935, zastavena byla na jaře 1937, kdy již vojenské letectvo požadovalo pouze jednoplošníky.

## Nasazení
R-5 v civilní úpravě byly zařazeny do flotily Aeroflotu, kde nesly označení P-Zet. V rámci pomoci španělské republikánské vládě byla řada vojenských strojů R-Z dodána tamnímu letectvu. Nasazen byl také v bitvě u řeky Chalchyn a v zimní válce s Finskem. Sovětské letectvo pak R-Z používalo vedle R-5 do roku 1944.
Jeden exemplář R-Z byl na přání pilota V. V. Ševčenka upraven konstruktérem V. V. Nikitinem na jednomístný rekordní letoun R-ZR. Stroj dostal třetí lakovanou vrstvu, která byla dokonale vyleštěna a další aerodynamická vylepšení. 7. května 1937 s ním Ševčenko vystoupal do hladiny 10 380 m a následující den svůj výkon zlepšil na 11 100 m.

## Specifikace

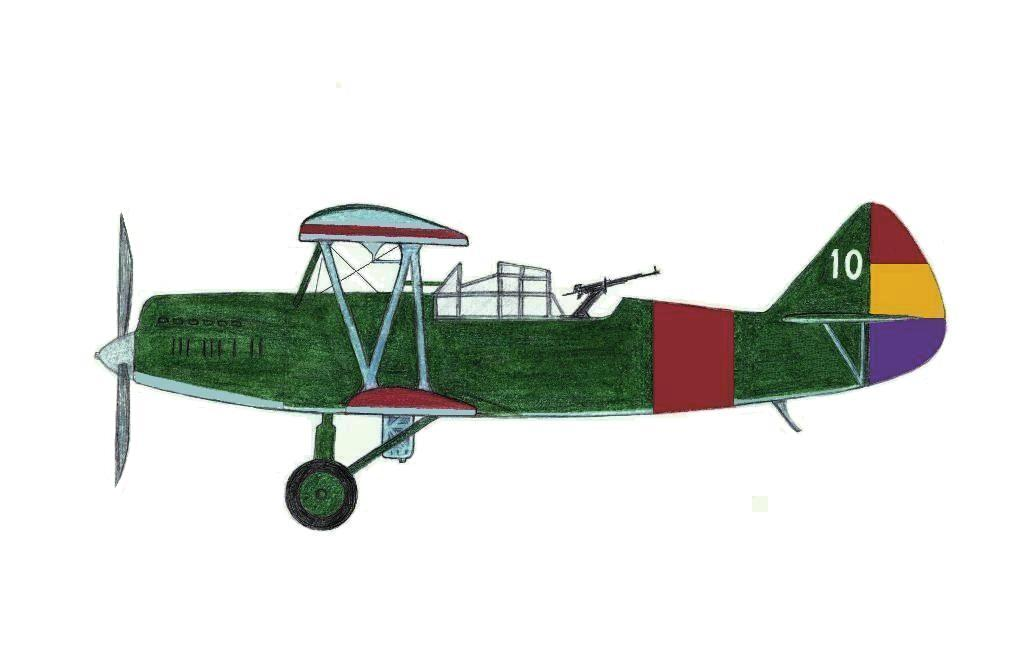
Španělský Polikarpov R-Z

Údaje dle

### Technické údaje
- Osádka:
- Rozpětí: 15,50 m
- Délka: 9,72 m
- Výška: 3,73 m
- Nosná plocha: 42,52 m²
- Plošné zatížení: 74,083 kg/m²
- Hmotnost prázdného letounu: 2007 kg
- Vzletová hmotnost: 3150 kg
- Maximální vzletová hmotnost: 3500 kg
- Pohonná jednotka:

### Výkony
- Maximální rychlost u země: 276 km/h
- Maximální rychlost v 3500 m: 316 km/h
- Cestovní rychlost: 228 km/h
- Výstup na 3000 m: 6,6 min
- Dostup: 8700 m
- Dolet: 1000 km